# Jan I de Bourbon
Jan I de Bourbon (1381–1434) - książę Burbonii, najstarszy syn Ludwika II, księcia Burbonii i Anny d'Auvergne. 
Po śmierci ojca w 1410 odziedziczył tytuł księcia Burbonii, po śmierci teścia w 1416 odziedziczył księstwo Owernii, a po śmierci matki w 1417 tytuł hrabiego Forez. W 1415 walczył w bitwie pod Azincourt i został wzięty do niewoli. Zmarł jako więzień w Londynie.

## Potomstwo
W 1400, w Paryżu poślubił dwukrotną wdowę - Marię de Berry, księżną Owernii (córkę Jana, księcia Berry). Para miała trzech synów:
- Karola I (1401–1456) - książę Burbonii
- Ludwika (1403–1412, w Paryżu) - hrabiego Forez
- Ludwika I (1405–1486) - hrabiego Montpensier

Jan I miał również kilkoro nieślubnych dzieci:
- Jan (zm. 1485) - abp Lyonu, bp. Puy, hrabia Velay, o. Cluny
- Aleksander (zm. 1440) - kanonik kościoła Notre-Dame de Beaujeu, uczestnik pragerii
- Gwido (zm. 1442)
- Małgorzata - żona Rodriga de Villandrando, hrabiego Ribaldo
- Edmée